# Helina tetrastigma
Helina tetrastigma este o specie de muște din genul Helina, familia Muscidae. A fost descrisă pentru prima dată de Johann Wilhelm Meigen în anul 1826. Conform Catalogue of Life specia Helina tetrastigma nu are subspecii cunoscute.